# シンガポールターフクラブ
シンガポールターフクラブ（Singapore Turf Club）はシンガポールにおける競馬の競技運営主催団体である。統括はマラヤン・レーシング・アソシエーション（MRA）が行っていた。

## 歴史
- 1842年、前身となるシンガポール・スポーツ・クラブを設立。
- 1924年、シンガポールターフクラブに改称する。
- 1933年、ブキッ・ティマ競馬場が開場。
- 1999年、クランジ競馬場が開場。
- 2024年10月5日、クランジ競馬場が再開発のため2027年までにシンガポール政府に用地が返還されることから、この日の開催をもってシンガポールでの競馬開催を終了した[1]。

## 主な施設
- クランジ競馬場

クランジ競馬場に隣接する馬術競技場（2009年完成）で、2010年シンガポールユースオリンピックの馬術競技が開催された。

## 主な所属人物

### 騎手
- ノエル・キャロウ
- ロバート・フラッド
- 藤井勘一郎（短期免許）
- 道川満彦

### 調教師
- 高岡秀行
- 仁岸進